# Floresta da Valáquia
A floresta da Valáquia era um enorme maciço florestal que cobria toda a parte ocidental de Muntênia, das Montanhas Făgăraș ao Danúbio na Idade Média, incluindo o território da atual Bucareste com Ilfov. Bărăgan se estendia a leste da floresta da Valáquia.
A floresta foi derrubada no período do século 18-19. A densa e intransponível floresta da Valáquia serviu aos voivodos da Valáquia na Idade Média como uma cobertura protetora ideal contra os invasores, e eles quase sempre a usaram como um campo de batalha no qual os invasores sofriam uma derrota iminente. A floresta da Valáquia também serviu de abrigo para bandidos e ladrões (haiduques). 
A Batalha de Rovine teve lugar na floresta da Valáquia.